# Profilaxis post-exposición
Se denomina profilaxis post-exposición (PEP por sus acrónimo en inglés) cualquier tratamiento preventivo que es iniciado después de la exposición a un patógeno para evitar el desarrollo de la infección. Dependiendo del tipo de exposición, se pueden utilizar diferentes tipos de profilaxis como vacunas, inmunoglobulinas, antibióticos y medicamentos antivirales. Se puede emplear profilaxis para tratar múltiples enfermedades.

## Rabia
La profilaxis post-exposición se usa habitualmente y es muy eficaz para prevenir el desarrollo de la Rabia tras la mordedura de un animal sospechoso de portarla; ya que no se conocen herramientas diagnósticas para detectar la enfermedad antes de desarrollarla, momento en el que casi siempre es mortal.  El tratamiento consiste en una serie de inyecciones de la vacuna de la Rabia y de inmunoglobulina.

## Hepatitis

### Hepatitis A
En caso de exposición a la hepatitis A, la inmunoglobulina humana normal y/o la vacuna contra la hepatitis A pueden ser utilizadas dependiendo de la situación clínica.

### Hepatitis B
La persona expuesta a la Hepatitis B puede ser tratada por una dosis de inmunoglobulina y tres dosis de la vacuna contra la hepatitis B a lo largo de seis meses. Sin embargo, si esta persona ya ha sido vacunada contra la enfermedad y ha tenido una respuesta a la vacuna, no se necesita hacer ningún tratamiento.

## Otras enfermedades

### COVID-19
En 2021, la Administración de Alimentos y Medicamentos estadounidense ha aprobado las profilaxis Bamlanivimab y Etesevimab usadas conjuntamente para tratar la COVID-19.

### Carbunco
Se puede tratar el Carbunco (también denominado ántrax maligno) con un ciclo de 60 días de ciprofloaxcina oral.

### Enfermedad de Lyme
Se puede utilizar una única dosis de doxiciclina en los tres días siguientes a una mordedura de una garrapata en una zona de alto riesgo (como Nueva Inglaterra) si la garrapata estuvo adherida durante al menos 36 horas.